# Avicida
Avicida és una substància química que s'usa per matar ocells.
Les aus granívores desenterren les llavors sembrades o se les mengen directament de la planta. Els ocells que mengen fruita esperen que aquesta estigui ja madura i amb només una picada la inutilitzen per a la venda.
Tradicionalment s'havia usat l'estricnina que també és un potent verí per l'home (molt usat en les novel·les d'Agatha Christie)i que en temps passats era de venda lliure i disponible a qualsevol casa.
També s'utilitzen per matar ocells els derivats clorats DRC-1339 i CPTH.
L'ús d'avicides està prohibit en molts països, ja que afecten a tota la fauna en general i moltes aus estan protegides oficialment.
En la pràctica se substitueixen pels productes químics repel·lents i altres estratègies com l'ús de canons que fan soroll, xarxes, plàstics grocs, etc.
El popular espantaocell no és efectiu perquè els ocells s'hi acostumen.